# NGC 5359
NGC 5359 est un amas ouvert situé dans la constellation du Compas. Il a été découvert par l'astronome britannique John Herschel en 1835.

## Observation

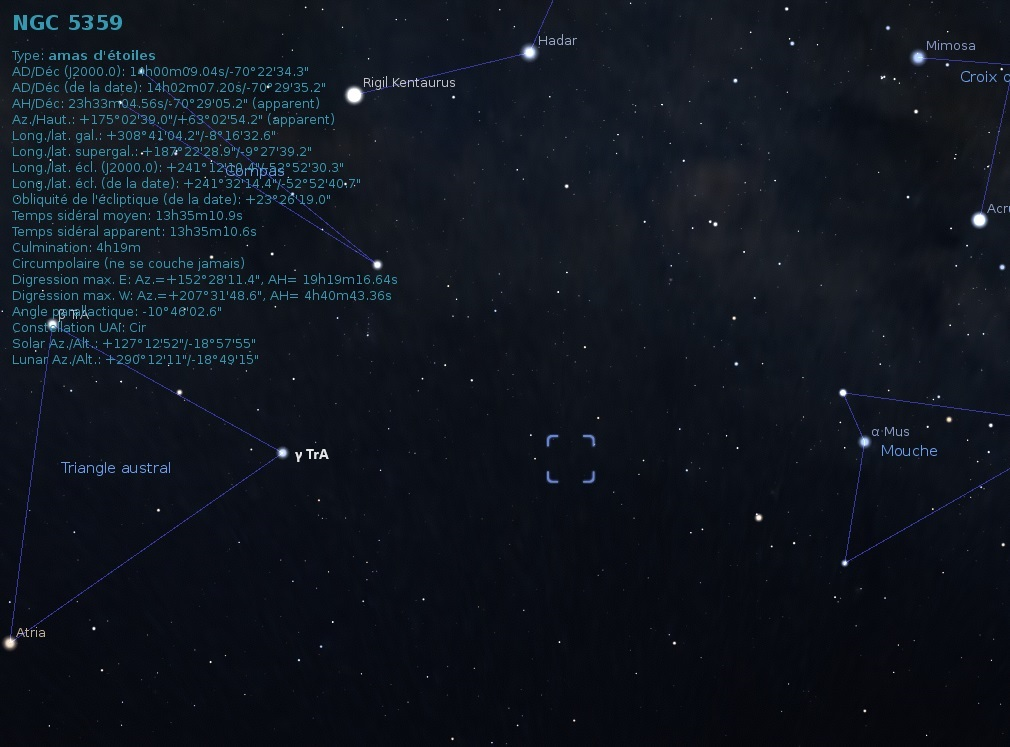
Localisation de NGC 5359 dans la constellation de la constellation du Centaure. (Stellarium)

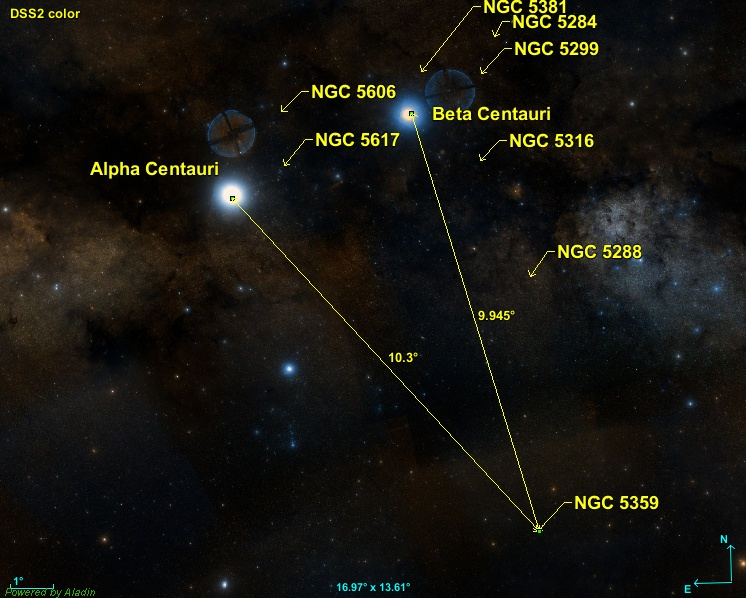
Position de NGC 5359 par rapport à deux étoiles.

NGC 5359 passablement éloigné des principales étoiles brillantes. Les deux étoiles les plus brillantes les plus rapprochée sont Alpha Centauri à environ 10,3° au nord-est et Beta Centauri à 9,9° au nord-est. est situé à environ 2,6 degrés au sud-ouest de l'étoile Zeta Lupi. Les amas ouverts NGC 5359, NGC 5800 et NGC 5823 se trouvent dans la même région du ciel. Plusieurs autres amas ouvert se trouvent dans la même région du ciel soit NGC 5284, NGC 5288, NGC 5299, NGC 5316, NGC 5381, NGC 5606 et NGC 5617

## Caractéristique
NGC 5359 est à environ 2 500 pc (∼8 150 al) du système solaire et les dernières estimations donnent un âge de 200 millions d'années. Selon les sources, la taille apparente de l'amas est de 5,4' ou de 8,0', ce qui, compte tenu de la distance et grâce à un calcul simple, équivaut à une taille réelle d'environ 15,9 ± 3,1 al.